# Maráthi (Pátmos)
Pour les articles homonymes, voir Marathi.
Maráthi (grec moderne : Μαράθι) est une île, ainsi qu'une localité, située dans le dème de Pátmos, dans le district régional de Kálymnos, dans la périphérie d'Égée-Méridionale, en Grèce.
Selon le recensement de 2021, elle compte 10 habitants.